# Annona globiflora
Annona globiflora är en kirimojaväxtart som beskrevs av Diederich Franz Leonhard von Schlechtendal. Annona globiflora ingår i släktet annonor, och familjen kirimojaväxter. Inga underarter finns listade i Catalogue of Life.